# Willi Domgraf-Fassbaender
Willi Domgraf-Fassbaender(Aquisgrán, 19 de febrero de 1897- Núremberg, 13 de febrero de 1978) fue un barítono alemán famoso por sus interpretaciones de Fígaro, Count Almaviva, Rigoletto, Wolfram, Papageno, Don Giovanni, Count Luna, Renato, Escamillo, Count Liebenau , Orest, Scarpia, Marcello, Amfortas, Wolfram y Hans Sachs.
Nombrado Kammersänger tuvo amplia actuación en Aquisgrán, Düsseldorf y Stuttgart, fue miembro de la Staatsoper Unter den Linden (1928-1946) y la Wiener Staatsoper y cantó en el Festival de Salzburgo con Arturo Toscanini(1937) y Festival de Glyndebourne bajo las órdenes de Fritz Busch.
Hizo varias películas entre ellas La novia vendida con Jarmila Novotna.
Se casó con la actriz Sabine Peters con quien tuvo su única hija, la celebrada mezzosoprano Brigitte Fassbaender.
Se retiró en 1954 dedicándose a la enseñanza en Nuremberg.